# FOXO3A
Le FOXO3, ou FOXO3A, est une protéine de la famille des FOX avec un rôle de facteur de transcription. Son gène est FOXO3 situé sur le chromosome 6 humain.

## Rôles et régulation
Il est activé par la sirtuine. Le FOXO3 régule la population lymphocytaire en inhibant le NF-κB, diminuant la réponse inflammatoire. Il inhibe également la différenciation des lymphocytes T régulateurs en interagissant avec la protéine kinase C théta. Il module l'activité des cellules dendritiques et régule les lymphocytes CD8. Il augmente l'expression de la peroxyrédoxine 3, protégeant ainsi contre le stress oxydatif.

## En médecine
Certains variants du gène sont corrélés avec la longévité humaine. D'autres variants sont associés, en cas de polyarthrite rhumatoïde ou de maladie de Crohn, avec des formes moins sévères, et en cas de paludisme avec, au contraire, une forme plus sévère.
Il limite l'hypertrophie du muscle cardiaque.